# Remy Ma
Reminisce Mackie (Bronx, Nueva York; 30 de mayo de 1980), conocida como Remy Ma, una rapera estadounidense, es una de los miembros del grupo creado por Fat Joe, Terror Squad. El 7 de febrero del 2006, lanzó su primer y único álbum de estudio hasta la fecha llamado There's Something About Remy: Based on a True Story el cual tuvo un éxito moderado en las listas del Billboard 200. Ella es una de las cinco raperas en tener un sencillo número uno en los Billboard Hot 100, gracias a Terror Squad con el sencillo Lean Back. Pasó seis años en prisión por dispararle a una amiga debido a un bolso con dinero, hasta su salida en 2014. En el 2017 lanzó su sencillo "ShEther", el cual empezó la pelea entre ella y la también rapera Nicki Minaj. Ha lanzado varios sencillos hasta la fecha, uno de ellos es "Wake Me Up" con la rapera Lil' Kim la cual entró a los charts del Billboard Bubbling Under Hot 100 en 2017.

## Biografía

### Comienzos
Remy Ma tuvo su primera aparición en la industria musical en álbum de Big Pun "Yeeeah Baby" (bajo el nombre de Remy Martin) y en las canciones "Ms. Martin" & "You Was Wrong".
En 2000 colaboró en la canción "Ante Up (Remix) del grupo M.O.P., junto a Busta Rhymes y Tephlon. 

### Terror Squad y primer disco
Después de la muerte de Pun Fat Joe decidió ficharla para Terror Squad. El éxito de Lean Back vendría en 2004, lo que le proporcionó popularidad.
En 2006 sacó su primer disco a la venta There's Something about Remy: Based on a True Story llegando a la posición #33 en la lista de los Estados Unidos. Salieron dos sencillos, "Conceited" (producido por Scott Storch) y "Whuteva" producido por Swizz Beatz. En el disco se encuentran varias referencias a Big Pun.

## Vida personal

### Familia
Smith se casó con Shamele Mackie, más conocido como Papoose, en febrero de 2016.
Remy Ma tiene un hijo de una relación previa, así como también es madrastra de los tres hijos de Papoose. Dio a luz a la primera hija de la pareja, Reminisce Mackenzie, el 14 de diciembre de 2018. En julio de 2020 Papoose anunció su intención de tener más hijos con Remy Ma y en octubre de ese año dijo que se estaban preparando para una fertilización in vitro.

### Acusación de tiroteo y encarcelamiento
Ya en 2007 fue acusada de participar en un tiroteo en "Pizza Bar". Un individuo que fue herido en el torso con una escopeta identificó a Remy como la autora del disparo. La policía revisó las cintas de video de la cámara de seguirad del club y se identificó a Remy y a sus compinches pero no se vio nada del tiroteo. También se le acusó de intentar corromper (mediante las amenazas a su novio) a una testigo.
Finalmente Remy fue acusada de posesión de arma, amenazas y asalto a mano armada. Y el 13 de mayo de 2008, Remy fue enviada al Bedford Hills Correctional Facility con una sentencia de 8 años que no sirvió por completo.

### Pelea con Foxy Brown
Una pelea entre Remy Ma y Foxy Brown se originó en agosto de 2004, cuando un entrevistador señaló a Remy: "Este momento, es una falta de raperas en el juego, Foxy lleva parada un tiempo" Remy Ma respondió: "¿Cómo me siento acerca de ellas? Perfectamente, no lances ninguna canción, no hagas nada, permíteme ser la única. Estoy divirtiendo mucho. Espero que nunca saquen nada nuevo[...] Nah, yo deseo a todos la mejor de las suertes. Eso sí, saquen ningún disco cuando yo vaya a hacerlo. Eso es todo lo que tengo que decir." En septiembre de 2004, Remy recordó que después de una batalla de rap con Lady Luck en Fight Klub, manifestó su negativa a mostrar algún tipo de respeto hacia Brown. Brown se mofó del asunto señalando: "¿Qué? ¿Una batalla? Eso es para principiantes. Vengo de Brooklyn!" Remy insultó a la rapera, respondiendo, "¿Cuándo fue la última vez que vendió un récord? ¡Lárgate de aquí! [...] Prefiero ser un principiante que está en llamas a un veterano pasado de rosca. ¿Estás hablando en serio? No intentes superarme". Remy, además ofreció un premio de más de 200 mil dólares a quien ganara la batalla de rap.
Brown entonces realizó declaraciones como: "He estado haciendo esto durante años. Estos nuevos polluelos nunca llegaran a mi nivel". Poco después en una fiesta llamada Baby Phat, Foxy Brown y Remy casi pelearon. Remy dijo sobre Brown que "solo una riña y pelea como niña asustada".
A finales de enero de 2005, Remy Ma golpeó a Foxy Brown dentro de las oficinas de Island Def Jam/Universal, más o menos unos pocos días después de que Brown insultase a Remy en el concierto de Jay-Z; Best of Both Worlds Tour. Más tarde Brown volvería a insultar a Remy en la canción del mixtape ("We Hustlaz"). En febrero de 2006, Remy Ma dio a conocer una canción ("Most Anticipated") en respuesta. En septiembre de 2006, Remy bromeó sobre la situación en un programa de radio.
En julio de 2007, durante una entrevista, Foxy Brown habló de Remy Ma, diciendo: "Solo quiero hacer rap. Estas peleas me dan ánimos para mejorar mi estilo. Pero en ocasiones suena horrible y te sientes peor".  En diciembre de 2007, Remy habló con más franqueza sobre su disputa con Brown; confirmó que, aunque no le gustaba Brown como una persona, admitía que le gusta la música de Brown y agregó que fue influenciada por ella y Lil' Kim.

### Pelea con Nicki Minaj
El enfado entre Remy Nicki Minaj comenzó en 2007 cuando Minaj insultó a Remy en la canción "Dirty Money" del mixtape Playtime Is Over. Cuando las dos se encontraron por primera vez Remy le preguntó a Minaj a quien se refería con esa canción; Minaj nunca confirmó ni negó que la canción hablase de Remy. Martin dijo en una entrevista: "Todavía siento que [la canción] es como una puñalada, [Minaj] pagará por ello".
Durante todo este tiempo salieron a la luz unos rumores en que indicaban que habían mantenido relaciones sexuales entre ambas. Remy negó estos rumores en una entrevista. En 2011 Martin indició que no tiene problemas con el éxito que ha obtenido Minaj, pero ha dejado que Minaj tendrá "un problema" en cuanto ella salga de la cárcel.
Remy Ma salió de la cárcel en 2014 y fue en 2017 cuando se vengó de Nicki publicando dos diss tracks llamados "Sheter" y "Another One". Poco tiempo después Nicki respondió con otros diss track llamado "No Frauds" y varias colaboraciones en las que también critica a Remy como "Realize" junto a 2 Chainz, "Make Love" junto a Gucci Mane o "I can't even lie" junto a Dj Khaled y Future.

## Discografía

### Álbumes
| Año  | Título | Posición | Posición | Posición | Certificación |
| Año  | Título | U.S.     | U.S. R&B | U.S. Rap | Certificación |
| ---- | --- | -------- | -------- | -------- | ------------- |
| 2006 | There's Something about Remy: Based on a True Story - Lanzado: 7 de febrero de 2006 - Productora: SRC Records/Universal Records | 33       | 7        | 2        |               |

### Mixtapes
- Most Anticipated (2007)
- The BX-Files (2007)
- Shesus Khrist (2007)
- BlasRemy (2008)
- I'm Around (2014)

## Sencillos

### Propios
| Año  | Canción                       | Posición | Posición | Posición | Álbum                                               |
| Año  | Canción                       | U.S.     | U.S. R&B | U.S. Rap | Álbum                                               |
| ---- | ----------------------------- | -------- | -------- | -------- | --------------------------------------------------- |
| 2006 | "Conceited"                   | 90       | 25       | 17       | There's Something about Remy: Based on a True Story |
| 2006 | "Whuteva" (feat. Swizz Beatz) | -        | 79       | -        | There's Something about Remy: Based on a True Story |

### Colaboraciones
| Año  | Canción                                                              | Posición | Posición | Posición | Álbum        |
| Año  | Canción                                                              | U.S.     | U.S. R&B | U.S. Rap | Álbum        |
| ---- | -------------------------------------------------------------------- | -------- | -------- | -------- | ------------ |
| 2000 | "Ante Up (Remix)" (M.O.P. feat. Busta Rhymes, Remy Martin & Tephlon) | -        | 74       | -        | Warriorz     |
| 2004 | "Lean Back" (Terror Squad feat. Fat Joe & Remy)                      | 1        | 1        | 1        | True Story   |
| 2006 | "Where Da Cash At" (Curren$y feat. Lil' Wayne & Remy Ma)             | -        | 73       | -        | Dedication 2 |

## DVD
- Remy Ma: From the Grind to the Glamour (2005)
- Shesus Khryst (2007)